# Ferocactus wislizeni
Espèce
Synonymes
- Echinocactus arizonicus R.E.Kunze[1]
- Echinocactus emoryi Engelm.[1]
- Echinocactus falconeri Orcutt[1]
- Echinocactus wislizeni Engelm.[1] [2],[3]
- Ferocactus arizonicus (R.E.Kunze) Orcutt[1]
- Ferocactus falconeri (Orcutt) Orcutt[1]
- Ferocactus phoeniceus (R.E.Kunze) Orcutt[1]
- Ferocactus wislizeni var. albispinus (Toumey) Y.Itô[1]

Statut de conservation UICN

 VU A2ac : Vulnérable
Ferocactus wislizeni est une espèce de plantes à fleurs de la famille des Cactaceae (les cactus).

## Répartition et habitat

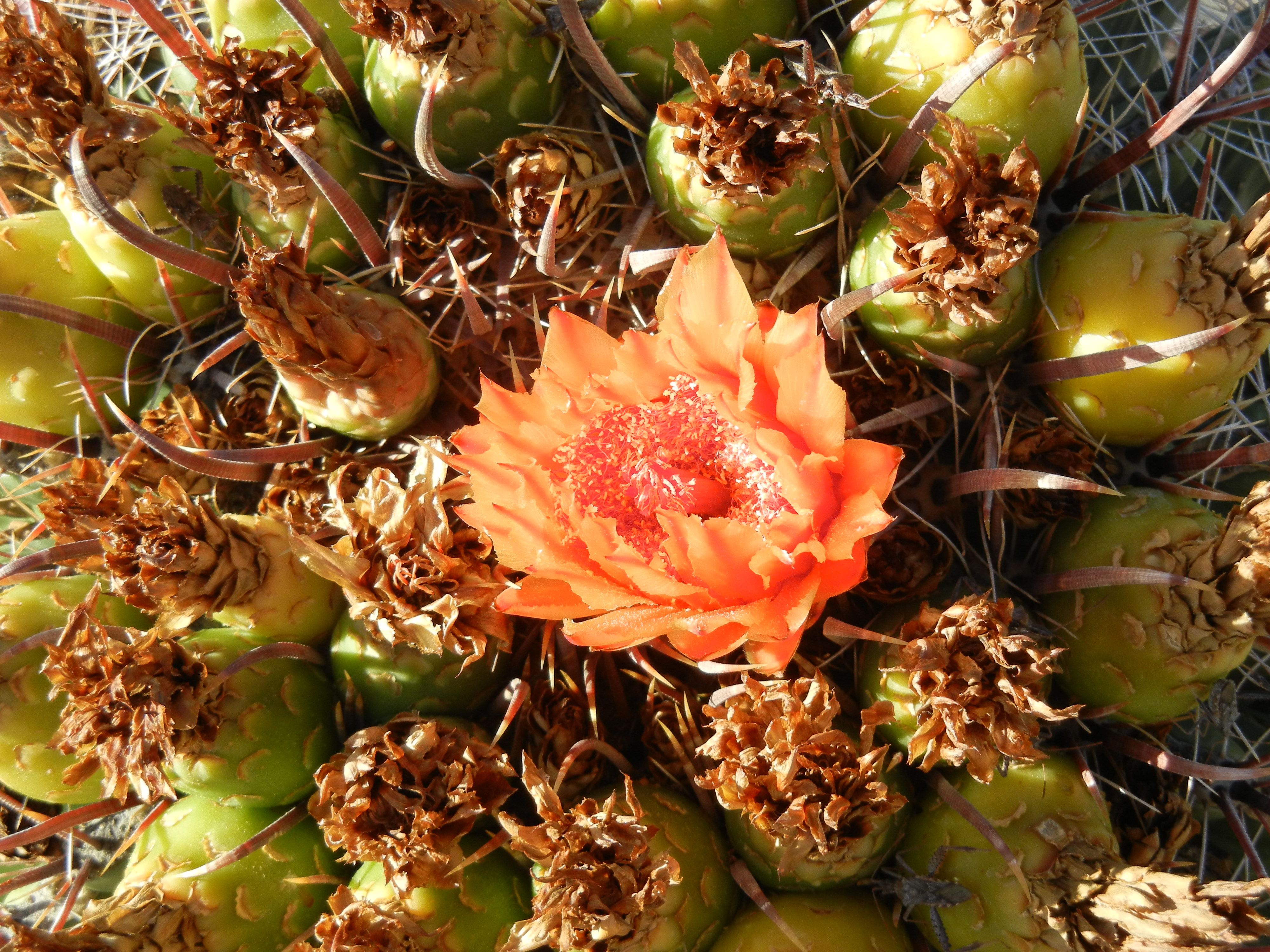

Cette espèce est présente aux États-Unis (Arizona, Nouveau-Mexique et Texas) et au Mexique (Chihuahua et Sonora). On la trouve entre 200 et 1 400 m d'altitude. Elle pousse sur des sols sableux ou rocailleux.

## Ethnobotanique
Les Apaches de la réserve de San Carlos dans l'Est de l'Arizona préparaient une sorte de bouillie à partir des graines noires écrasées. 